# 1964-es vásárvárosok kupája-döntő
Az 1964-es vásárvárosok kupája-döntő a 6. VVK-döntő volt, amelyben két spanyol csapat, a címvédő Valencia CF és a Real Zaragoza mérkőzött a trófeáért. A döntőt egy mérkőzés keretében rendezték meg Barcelonában, melyet a Real Zaragoza nyert meg 2–1-re.

## Mérkőzésadatok
| 1964. június 25. |

| Real Zaragoza           | 2–1   | Valencia CF |
| ----------------------- | ----- | ----------- |
| Villa 40' Marcelino 83' | (1–1) | Urtiaga 42' |

| Camp Nou, Barcelona Nézőszám: 50 000 Játékvezető: Joaquim Fernandes de Campos (portugál) |

| REAL ZARAGOZA:   |   |                      |
|                  |   |                      |
| GK               | 1 | Enrique Yarza        |
|                  | ' | Joaquin Cortizo      |
|                  | ' | Francisco Santamaria |
|                  | ' | Severino Reija       |
|                  | ' | Santiago Isasi       |
|                  | ' | Jose "Pepin" Cuellar |
|                  | ' | Canário              |
|                  | ' | Duca                 |
|                  | ' | Marcelino Martínez   |
|                  | ' | Juan Manuel Villa    |
|                  | ' | Carlos Lapetra       |
| Vezetőedző:      |   |                      |
| Antoni Ramallets |   |                      |

| VALENCIA CF: |   |                          |     |
|              |   |                          |     |
| GK           | 1 | Ricardo Zamora de Grassa |     |
|              | ' | Alberto Arnal            |     |
|              | ' | Francisco Vidagańy       |     |
|              | ' | Paquito                  |     |
|              | ' | Quincoces                |     |
|              | ' | Roberto Gil              |     |
|              | ' | Suco                     | 89′ |
|              | ' | Vicente Guillot          |     |
|              | ' | Waldo                    |     |
|              | ' | José Antonio Urtiaga     |     |
|              | ' | Ficha                    |     |
| Vezetőedző:  |   |                          |     |
| Pasieguito   |   |                          |     |

| Az 1963–1964-es vásárvárosok kupája győztese |
| -------------------------------------------- |
| Real Zaragoza 1. cím                         |